# ラブ・コネクション (宝塚歌劇)
グランド・ショー『ラブ・コネクション』は宝塚歌劇団の舞台作品。20場。
併演作品は『こぶし咲く春』。

## 概要
※『宝塚歌劇100年史（舞台編）』の宝塚大劇場公演のページを参照
宇宙時代の愛を題材とした作品。
カンフーやロボットの踊り等を織り込んで展開するショー。
瀬戸内美八を中心とし、彼女は全場を通して、スーパー・スペースヒーロー役で歌い踊る。

## 公演期間と公演場所（公演組）
- 1983年1月1日 - 2月8日　宝塚大劇場（星組）
- （東京宝塚劇場公演なし）

## スタッフ
- 作・演出：酒井澄夫
- 音楽：寺田瀧雄、筒井広志、西村耕二
- 音楽指揮：橋本和明
- 振付：羽山紀代美、県洋二、謝珠栄、大谷盛雄
- 振付・擬闘：李一龍
- 装置：石浜日出雄
- 衣装：静間潮太郎
- 照明：今井直次
- 音響：松永浩志
- 小道具：万波一重
- 効果：吉田雄二
- 演出助手：石田昌也、谷正純、日比野桃子
- 制作：久国高